# B&C Speakers
La B&C Speakers è un'azienda italiana, fondata nel 1946 che opera a livello internazionale curando progettazione, produzione, distribuzione e commercializzazione di trasduttori elettroacustici ad uso professionale (i principali componenti delle casse acustiche per la riproduzione di musica, comunemente conosciuti come altoparlanti). Oltre a progettare e distribuire componenti a marchio B&C, l'azienda fornisce componenti destinati principalmente ai produttori di sistemi audio professionali finiti (OEM).
Con circa 350 dipendenti, di cui circa il 12% nel Dipartimento Ricerca e Sviluppo, B&C Speakers svolge presso le proprie sedi di Firenze, di Reggio Emilia, di Eminence (KY-USA) e di DongGuan (CN) tutte le attività di progettazione, produzione, commercializzazione e controllo sotto i marchi del Gruppo: B&C, Eighteen Sound, Eminence e  Ciare. La maggior parte dei prodotti è sviluppata sulle specifiche esigenze dei principali clienti. B&C Speakers è inoltre presente negli USA e in Brasile attraverso due società controllate che svolgono attività commerciale
B&C Speakers è quotata sul mercato azionario di Borsa Italiana dal 2007, dove è presente negli indici FTSE Italia STAR e FTSE Italia Small Cap.

## Storia
Nei suoi primi 25 anni di attività l'azienda si concentra su forniture di installazioni per cinema e teatri. Negli anni 70 incrementa la produzione diventando fornitore di sistemi public address. Inizia inoltre la collaborazione con altre aziende italiane di elettroacustica professionale quali Montarbo, Lombardi Amplificazioni e FBT. Negli anni 80 si espande nel settore del sound reinforcement, sviluppandosi poi sui mercati europeo e statunitense. Cambia il nome di BBC Speakers SpA nel 1988 per poi assumere l'attuale denominazione B&C Speakers SpA nel 1993.
Nel 1993 Roberto Coppini acquisisce il controllo dell'azienda, nel 1996 trasferisce la produzione a Bagno a Ripoli. Nel 2007 avviene la quotazione pubblica su Borsa Italiana. Nel 2009 le attività di produzione vengono trasferite in un nuovo stabilimento situato nella medesima località.
In azienda entra anche la seconda generazione Coppini, con il figlio Lorenzo che assume la guida della società alla scomparsa del padre nel 2013. Alla fine del 2017 la società rileva dal gruppo Landi Renzo la Eighteen Sound, società emiliana che come B&C Speakers produce altoparlanti ad uso professionale.
Nel 2021 Roberta Pecci viene eletta come Presidente del Consiglio di Amministrazione.
Nel settembre 2023 B&C Speakers acquisisce il 100% del capitale azionario di Eminence Speaker LLC, con sede in Kentucky (U.S.A.), stipulando un impegno vincolante per l'acquisto delle attività di Eminence Dongguan Enterprise Co. Ltd, con sede a Dongguan (Cina), completato unitamente all'acquisizione di tutte le attività relative al marchio Eminence Speakers nel dicembre 2023. Lo stesso mese NewCo B&C China acquisisce le attività da Eminence Dongguan Enterprise Co. Ltd

## Produzione
La produzione di B&C comprende woofer, driver a compressione, altoparlanti coassiali e trombe acustiche. La linea di altoparlanti per bassa frequenza di B&C va da 4" a 21" di diametro. L'azienda dichiara una capacità produttiva di circa 2948 trasduttori al giorno.

## Azionariato
L'azionariato aggiornato a Maggio 2024 è ripartito come segue:
- Research&Development International s.r.l.: 54,00%;
- Lazard Frères Gestion: 4,69%;
- First Capital: 3,18%
- John Berenberg, Gossler & Co. KG: 3,04%;
- Allianz Global Investors: 2,84%;
- Altri azionisti: 32,25%.